# Grooveshark
Grooveshark — музыкальный сетевой ресурс, владеет и управляет которым Escape Media Group в США. Пользователи загружают аудиофайлы, которые затем могут быть доступны другим пользователям и организовываться в плейлисты. Grooveshark оснащён поисковой системой, потоковым вещанием и рекомендательным сервисом.
Законность бизнес-модели сайта, которая позволяет пользователям загружать защищённую авторским правом музыку, остаётся неопределенной. Grooveshark выиграла крупный иск от Universal Music Group, относительно использования записей до 1972 года. Grooveshark также были предъявлены иски за нарушение авторских прав от EMI, Sony Music Entertainment и Warner Music Group. Опасения по поводу нарушения авторских прав вынудили Google, Apple и Facebook удалить приложения Grooveshark из Google Play, App Store и платформы Facebook соответственно. Тем не менее, Grooveshark доступен в альтернативных приложениях, таких как Cydia.

## Особенности
Одной из особенностей сайта является его рекомендательный сервис под названием «Grooveshark Radio», подбирающий песни, похожие на те, которые находятся в очереди воспроизведения у пользователя. Специальной иконкой (смайликом) можно сообщить сервису была ли та или иная рекомендация удачной. Есть возможность сохранить текущий список песен для последующего воспроизведения.
Как и в любой социальной сети отдельных пользователей можно добавить в свой список слежения. Это делается с помощью иконки в форме сердца. Кроме того можно составлять избранные списки песен и плейлистов.
Grooveshark позволяет пользователям загружать музыку при помощи Java Web Start. Программа сканирует указанную папку на наличие в ней MP3-файлов и добавляет их в библиотеку пользователя. В итоге загруженные файлы будут доступны любому другому пользователю. Весь контент сайта создан самими пользователями.

## Закрытие
30 апреля 2015 года на главной странице ресурса был размещен текст с информацией о закрытии проекта, связанном с исками о нарушении авторских прав от Universal Music Group, Sony Music Entertainment и Warner Music Group. Кроме того, все права на сервис, сайт и связанную интеллектуальную собственность будут переданы компаниям звукозаписи.